# ماساهيكو سوغيتا
ماساهيكو سوغيتا (باليابانية: 杉田 真彦) (مواليد 16 يونيو 1995) هو لاعب كرة قدم ياباني.

## وصلات خارجية
- ماساهيكو سوغيتا على موقع رابطة كرة القدم اليابانية للمحترفين (اليابانية)
- ماساهيكو سوغيتا على موقع قاعدة بيانات كرة القدم.إي يو (الإنجليزية)
- ماساهيكو سوغيتا على موقع Soccerway.com (الإنجليزية)